# 1133 Lugduna

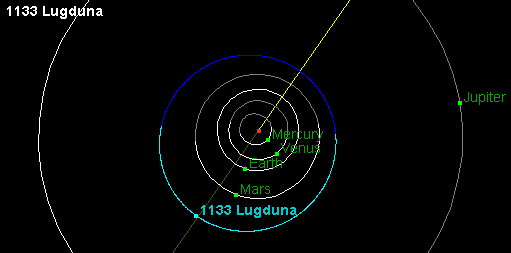
Orbita dell’asteroide

1133 Lugduna è un asteroide della fascia principale. Scoperto nel 1929, presenta un'orbita caratterizzata da un semiasse maggiore pari a 2,1859074 UA e da un'eccentricità di 0,1868638, inclinata di 5,37673° rispetto all'eclittica.
Il suo nome deriva da Lugduna Batavorum, antica denominazione della città di Leida.